# Papa Bonifaciu al IX-lea
Papa Bonifaciu al IX-lea (n. 1356, Napoli, Regatul Neapolelui – d. 1 octombrie 1404, Roma, Statele Papale) a fost un papă al Romei.
1. ↑   https://www.calendarz.com/on-this-day/october/1/pope-boniface-ix Lipsește sau este vid: |title= (ajutor)
2. ↑  „Papa Bonifaciu al IX-lea”, Gemeinsame Normdatei, accesat în 11 decembrie 2014
3. ↑  BeWeB, accesat în 14 februarie 2021
4. ↑  Find a Grave, accesat în 29 august 2019
5. ↑  „Papa Bonifaciu al IX-lea”, Gemeinsame Normdatei, accesat în 31 decembrie 2014
6. ↑  Genealogics
7. ↑  Catholic-Hierarchy.org, accesat în 21 octombrie 2020
8. ↑  Autoritatea BnF, accesat în 10 octombrie 2015